# Karen Xavier Hipólito
Karen Xavier Hipólito (São Paulo, 25 de fevereiro de 1993), também conhecida como Kaká é uma futebolista brasileira que atua como goleira. Atualmente, defende atualmente o Santos.

## Vida Precoce
Karen cresceu no bairro de São Mateus, na Zona Leste de São Paulo, iniciou sua prática de futebol aos 8 anos. Inicialmente, ela jogava como zagueira em uma escolinha de futebol, mas logo se interessou pela posição de goleira.

## Carreira
Aos 18 anos, foi aprovada em uma peneira na Portuguesa e pelo clube, em 2012, disputou o seu primeiro Campeonato Paulista.
Chegou ao Centro Olímpico em 2013, onde foi campeã da primeira edição do Campeonato Brasileiro feminino.
Desde então, ela tem uma trajetória diversificada, tendo passado por vários clubes, incluindo Corinthians, Foz Cataratas, Athletic-MG, Atlético Nacional e Ceilândia.
Após grandes atuações pelo Osasco Audax em 2019 na Série A1 do Campeonato Brasileiro e no Paulista, onde atuou em 24 partidas, foi contratada pelo Palmeiras em janeiro de 2020.[carece de fontes?]
No seu primeiro ano defendendo o Minas Brasília, Karen se destacou de tal forma que chamou a atenção da treinadora da Seleção Brasileira, Pia Sundhage. Isso resultou na sua convocação para a Seleção Brasileira para os amistosos contra a Austrália em outubro de 2021.
Em 2023, foi contratada pela Ferroviária.
Em janeiro de 2024, foi contratada pelo Santos.

### Títulos
Centro Olímpico
Campeonato Brasileiro: 2013[carece de fontes?]

## Vida Pessoal
É formada em Educação Física.
Karen se identifica como homossexual e faz parte da comunidade LGBTQIA+. 